# Jean-Jacques Dumoret
Jean-Jacques Dumoret est un homme politique français né le 24 juin 1892 à Montmorency (Seine-et-Oise) et décédé le 20 avril 1979 à Paris.

## Biographie
Avocat à Paris en 1912, il est deuxième secrétaire de la conférence des avocats. Il est l'avocat de la SNCF et de plusieurs banques. Il est aussi rapporteur de la commission juridique du cinéma et participe à la rédaction du premier code du cinéma, en 1922. Il est député de Loir-et-Cher de 1932 à 1936, inscrit au groupe de la Gauche radicale. Il est conseiller général du canton de Romorantin-Lanthenay de 1937 à 1945.

## Sources
- Ressource relative à la vie publique :   - Base Sycomore
- « Jean-Jacques Dumoret », dans le Dictionnaire des parlementaires français (1889-1940), sous la direction de Jean Jolly, PUF, 1960 [détail de l’édition]